# Luis Rubén Di Palma
Luis Rubén Di Palma (Arrecifes; 27 de octubre de 1944-Carlos Tejedor; 30 de septiembre de 2000), también conocido como El Loco Di Palma o El Loco Luis, fue un piloto de automovilismo argentino. fue padre de los también pilotos José Luis, Patricio y Marcos, conformando así el «Clan Di Palma».

## Biografía

### Comienzos
En el deporte motor, hizo sus primeros pasos en karting.

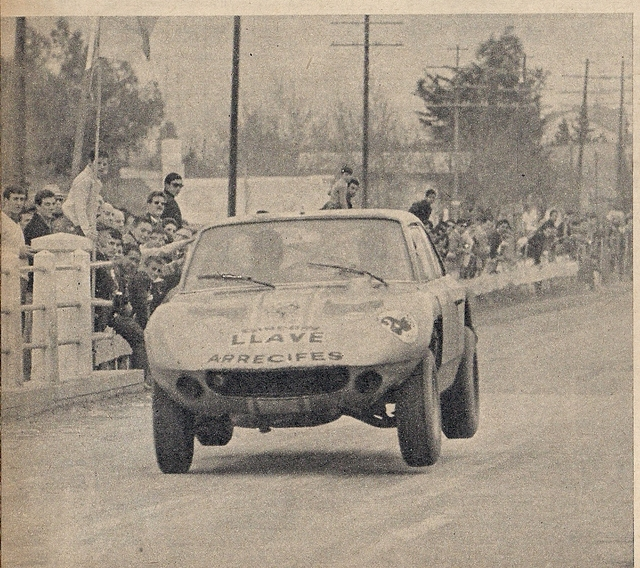
Liebre-Torino de Di Palma del año 1967.

Luis debutó en el Turismo Carretera en 1963. El 31 de mayo del año siguiente ganó por primera vez, con Chevrolet, en Arrecifes. Tenía 19 años y siete meses y se convirtió en el piloto más joven en ganar en la categoría.
En 1966 ganó por primera vez con Dodge. Al año siguiente, en Junín, ganó por primera vez con Torino. Logró el campeonato de TC con esa marca, en los años 1970 y 1971.

### Hazaña en Nürburgring
En agosto de 1969 integró el equipo argentino que intervino en "Marathon de la Route" de Nürburgring, Alemania Federal. La Misión Argentina de los Torino, tuvo a Juan Manuel Fangio como director y a Oreste Berta como jefe técnico. Pilotos que formaron equipo con "El Loco" fueron: Eduardo Copello, Jorge Cupeiro, Oscar Fangio, Carmelo Galbato, Néstor García Veiga, Gastón Perkins, Oscar Mauricio Franco, Eduardo Rodríguez Canedo y Alberto Rodríguez Larreta. Di Palma ocupó el Torino N° 1, junto con Galbato y Fangio.

### Clímax
En 1970, corrió el GP de Turismo Grupo 2, integrando el equipo Coelho a bordo de un Peugeot 504.
En 1971 y 1972 logró ser campeón del Sport Prototipo Argentino, y quedó como puntero del torneo en 1973 después de que se disputaran solo 3 carreras y se disolviera la categoría. La última competencia de SPA fue el 15 de julio de 1973 en el Autódromo de Buenos Aires, y Luis fue el ganador.
En 1973 corrió las 24 horas de Le Mans junto a Néstor Jesús García Veiga y pilotando un Ferrari 365 GTB/4 Daytona, propiedad de Francisco Mir, no pudiendo finalizar la carrera. También durante ese año y con ese mismo Ferrari, compitió en las "6 Horas de Watkins Glen" junto a N.J. García Veiga y Ángel Monguzzi, finalizando en 13er puesto. En 1974 volvió a competir en las "6 Horas de Watkins Glen", con el mismo auto y los mismos compañeros, pero por problemas mecánicos no finalizaron la carrera.
En el año 1974 fue campeón en F1-MA, repitiendo en 1978.
En 1975, paseó su talento por Brasil sobre un Ford Maverick y corrió en Estados Unidos en la F-5000 con un Berta-Chevrolet.

### Apogeo
En 1983 también se quedó con la temporada de TC2000 con el Dodge 1500. En ese mismo año, Luis por medio de gente de Volkswagen, se le dio la posibilidad de correr con un Audi Quattro muleto del Grupo B en el Marlboro Rally Argentina Bariloche 1983, pero un despiste involuntario lo dejaría fuera de carrera dentro de Bariloche.
En 1984 volvería a repetir la misma experiencia a bordo del mismo vehículo pero su suerte cambiaría a peor. El Audi muleto que se le designó había sido muy usado por Stig Blomqvist, causando que por falla de un rulemán del cigüeñal lo dejara a pie a 300 metros del enlace. Se dice que fue tanto el enojo de Rubén que escondió el vehículo en un galpón cerrado bajo llave.

### Últimos años
El 7 de abril de 1995 a la madrugada llegó, tras 40 km, y con su empeño, y volando su ultraliviano a la inundación de Pergamino (Buenos Aires), ayudando en cuanto pudo. El pueblo y las autoridades municipales siempre recuerdan su solidaridad.
En 1996 participó en el Turismo Carretera, ganando una carrera en Rafaela con Chevrolet.
El 13 de septiembre de 1998 llegó su último triunfo, con Falcon, convirtiéndose en el único piloto hasta la actualidad en ganar al menos una carrera con modelos de Las 4 Grandes (Ford, Chevrolet, Torino y Dodge) y el ganador con mayor edad (tenía 53 años y 238 días) de una carrera del TC.
El 7 de febrero de 1998, la recta principal del autódromo de Rafaela fue nombrado como [Luis Rubén Di Palma], en su honor.
Su última carrera fue el 28 de mayo de 2000 en el Autódromo Oscar Alfredo Gálvez con un Ford Falcon. Es año recibió el Premio Konex - Diploma al Mérito como uno de los 5 automovilistas más importantes de la década en la Argentina.

### Política
Rubén Luis tuvo un pequeño paso por la política antes de su muerte, siendo precandidato para la intendencia de Arrecifes en 1999.

### Muerte
Falleció el 30 de septiembre de 2000 en las cercanías de Carlos Tejedor, al caer el helicóptero que se encontraba pilotando.

## Familia
Tuvo cinco hijos: José Luis, Andrea, Patricio, Marcos (de su matrimonio con María Cayetana Lo Valvo, todos pilotos) y Valentina (con Fernanda Ortensi, su acompañante de Supercart).

## Resumen de carrera
| Temporada | Categoría                     | Equipo                          | Carreras | Victorias | Poles | VR | Podios | Puntos | Pos. |
| --------- | ----------------------------- | ------------------------------- | -------- | --------- | ----- | -- | ------ | ------ | ---- |
| 1963      | Turismo Carretera             | El Gato Negro                   | 1        | 0         | 0     | 0  | 0      | 0      | NC   |
| 1964      | Turismo Carretera             |                                 | 20       | 2         | 1     | 1  | 4      | 31     | 5.º  |
| 1965      | Turismo Carretera             | 15                              | 1        | 0         | 1     | 3  | 10     | 22.º   |      |
| 1966      | Turismo Carretera             | 22                              | 1        | 0         | 0     | 3  | 11     | 18.º   |      |
| 1967      | Turismo Carretera             | Di Palma                        | 26       | 1         | 0     | 0  | 3      | 15     | 10.º |
| 1968      | Turismo Carretera             | Di Palma                        | 18       | 0         | 0     | 0  | 2      | 1      | 19.º |
| 1968      | Fórmula 1 Mecánica Argentina  | Peña San Justo                  | 1        | 0         | 0     | 0  | 1      | 12     | 10.º |
| 1969      | Turismo Carretera             | Berta                           | 6        | 1         | 1     | 2  | 1      | 3      | 13.º |
| 1969      | Fórmula 1 Mecánica Argentina  | Joseph                          | 2        | 0         | 0     | 0  | 0      | 0      | NC   |
| 1969      | Fórmula 1 Mecánica Argentina  | Peña R.U.E.D.A.                 | 2        | 0         | 0     | 0  | 0      | 0      | NC   |
| 1970      | Turismo Carretera - Fórmula A | Di Palma                        | 6        | 5         | 0     | 3  | 5      | 61     | 1.º  |
| 1970      | Turismo Carretera - Fórmula B | Di Palma                        | 6        | 2         | 0     | 2  | 2      | 6      | 4.º  |
| 1970      | Fórmula 1 Mecánica Argentina  | Berta Competición               | 1        | 0         | 0     | 0  | 0      | 0      | NC   |
| 1971      | Turismo Carretera             | Di Palma                        | 16       | 4         | 0     | 3  | 6      | 51     | 1.º  |
| 1971      | Sport Prototipo Argentino     |                                 | 11       | 6         | ?     | ?  | ?      | 18     | 1.º  |
| 1971      | Fórmula 1 Mecánica Argentina  | Berta Competición               | 1        | 0         | 1     | 1  | 0      | 1      | 18.º |
| 1972      | Sport Prototipo Argentino     |                                 | 11       | 6         | ?     | ?  | 6      | ?      | 1.º  |
| 1972      | Fórmula 1 Mecánica Argentina  | Berta Competición               | 10       | 2         | 3     | 4  | 4      | 66     | 2.º  |
| 1973      | Fórmula 1 Mecánica Argentina  | Jockey Club Competición         | 11       | 4         | ?     | 2  | 9      | 154    | 2.º  |
| 1973      | 24 Horas de Le Mans - GTS     | North American Racing Team      | 1        | 0         | 0     | 0  | 0      | N/A    | 29.º |
| 1974      | Fórmula 1 Mecánica Argentina  | Di Palma Competición            | 11       | 8         | 8     | 8  | 8      | 171    | 1.º  |
| 1975      | Turismo Carretera             | Di Palma                        | 5        | 1         | 0     | 1  | 1      | 16     | 8.º  |
| 1975      | Fórmula 1 Mecánica Argentina  |                                 | ?        | 1         | ?     | ?  | 1      | 35     | 1.º  |
| 1976      | Turismo Carretera             | Del Campo                       | 3        | 0         | 0     | 0  | 0      | 0      | NC   |
| 1976      | Fórmula 1 Mecánica Argentina  | Di Palma Competición            | 9        | 2         | ?     | 0  | 4      | 50     | 2.º  |
| 1977      | Turismo Carretera             | Del Campo                       | 7        | 0         | 0     | 0  | 1      | 25     | 10.º |
| 1977      | Fórmula 1 Mecánica Argentina  | Di Palma Competición            | 5        | 0         | ?     | 1  | 2      | 11     | 6.º  |
| 1978      | Fórmula 1 Mecánica Argentina  | Pianetto Competición            | 8        | 2         | 2     | 4  | 7      | 52.5   | 1.º  |
| 1979      | Fórmula 1 Mecánica Argentina  | Pianetto Competición            | 2        | 1         | 2     | 2  | 1      | 9      | 6.º  |
| 1980      | Turismo Competición 2000      | Di Palma Competición            | 8        | 2         | 2     | 2  | 2      | 54     | 4.º  |
| 1981      | Turismo Competición 2000      | Di Palma Competición            | 11       | 4         | 7     | 4  | 4      | 104    | 2.º  |
| 1982      | Turismo Competición 2000      | Di Palma Competición            | 11       | 4         | 7     | 5  | 6      | 122    | 2.º  |
| 1983      | Turismo Competición 2000      | Di Palma Competición            | 11       | 4         | 5     | 5  | 8      | 145    | 1.º  |
| 1983      | Fórmula 2 Codasur             |                                 | 11       | 1         | 0     | 1  | 3      | 23     | 5.º  |
| 1984      | Turismo Competición 2000      | Di Palma Competición            | 11       | 0         | 1     | 0  | 3      | 62     | 6.º  |
| 1984      | Fórmula 2 Codasur             | Di Palma Competición            | 10       | 0         | 0     | 0  | 0      | 4      | 18.º |
| 1985      | Turismo Competición 2000      | Di Palma Competición            | 11       | 0         | 0     | 0  | 1      | 47     | 9.º  |
| 1986      | Turismo Competición 2000      | Di Palma Competición            | 6        | 1         | 0     | 1  | 1      | 23     | 13.º |
| 1986      | Turismo Carretera             |                                 | 2        | 0         | 0     | 0  | 0      | 11.5   | 50.º |
| 1987      | Turismo Competición 2000      | Herceg Competición              | 12       | 0         | 0     | 0  | 0      | 46     | 9.º  |
| 1988      | Turismo Competición 2000      | Preparación Ernesto Oliva       | 14       | 0         | 0     | 0  | 1      | 30     | 12.º |
| 1988      | Turismo Competición 2000      | Di Palma Competición            | 14       | 0         | 0     | 0  | 1      | 30     | 12.º |
| 1989      | Turismo Competición 2000      | 10                              | 0        | 0         | 0     | 0  | 13     | 16.º   |      |
| 1989      | Turismo Carretera             |                                 | 5        | 0         | 0     | 0  | 0      | 13     | 46.º |
| 1990      | Turismo Competición 2000      | Di Palma Competición            | 13       | 0         | 0     | 0  | 0      | 44     | 10.º |
| 1995      | Turismo Carretera             | Rectificación Luján             | 5        | 0         | 0     | 0  | 0      | 17.5   | 46.º |
| 1995      | Turismo Carretera             | LRDP Molykote Smata Competición | 2        | 0         | 0     | 0  | 0      | 17.5   | 46.º |
| 1995      | Turismo Carretera             | Tito Delconte Competición       | 3        | 0         | 0     | 0  | 0      | 17.5   | 46.º |
| 1996      | Turismo Carretera             | Traverso Competición            | 12       | 1         | 0     | 0  | 1      | 82     | 16.º |
| 1997      | Turismo Carretera             | Tito Delconte Competicion       | 10       | 0         | 0     | 0  | 0      | 66     | 21.º |
| 1997      | Turismo Carretera             | LRDP Competicion                | 10       | 0         | 0     | 0  | 0      | 66     | 21.º |
| 1997      | Top Race                      | LRDP Di Palma Motorsport        | 15       | 0         | 1     | 1  | 3      | 100    | 3.º  |
| 1998      | Turismo Carretera             |                                 | 16       | 1         | 0     | 1  | 1      | 110    | 12.º |
| 1999      | Turismo Carretera             | 7                               | 0        | 0         | 0     | 0  | 16     | 43.º   |      |
| 2000      | Turismo Carretera             | 1                               | 0        | 0         | 0     | 0  | 3.5    | 55.º   |      |
| Fuentes:  |                               |                                 |          |           |       |    |        |        |      |

## Resultados

### 24 Horas de Le Mans
| Año  | Equipo                     | Copilotos           | Automóvil         | Clase  | Vueltas | Pos. | Pos. Clase |
| ---- | -------------------------- | ------------------- | ----------------- | ------ | ------- | ---- | ---------- |
| 1973 | North American Racing Team | Néstor García Veiga | Ferrari 365 GTB/4 | GT 5.0 | 211     | 29.º | 10.º       |